# Construccions de pedra seca VI (el Vilosell)
Construccions de pedra seca VI és una obra del Vilosell (Garrigues) inclosa a l'Inventari del Patrimoni Arquitectònic de Catalunya.

## Descripció
És una cabana de volta apuntada feta de pedres sense desbastar. La coberta és una volta de canó feta per aproximació de filades. L'entrada, a la zona central, és allindada i sense muntants. A l'interior tan sols hi ha una menjadora per animals al fons de la cabana, ocupant tota l'amplada.